# Hemelvaartkathedraal (Velikije Loeki)
De Hemelvaartkathedraal (Russisch: Вознесенский собор) is een Russisch-orthodoxe kerk in de Russische stad Velikije Loeki. Voor de Oktoberrevolutie was de kathedraal gewijd aan de apostelen Petrus en Paulus en de voornaamste kerk van het Hemelvaartklooster.

## Geschiedenis
De in barokke stijl gebouwde kerk werd in de jaren 1741-1752 als kloosterkerk gebouwd van het Hemelvaartklooster. Het Hemelvaartklooster was een vrouwenklooster, gebouwd op de plaats waar ooit het Eliaklooster had gestaan dat in de Tijd der Troebelen werd vernietigd. De drie altaren van de kathedraal waren gewijd aan de Hemelvaart, de profeet Elia en de heiligen Boris en Gleb. In 1913 telde het klooster nog 36 monialen en 130 novicen.

## Sovjet-periode
Het klooster werd door de bolsjewieken afgeschaft in 1918. Na de sluiting van de kathedraal in 1925 werd het gebouw in gebruik genomen als opslagplaats. In de late jaren 30 werd de toren afgebroken. Tijdens en voor de Tweede Wereldoorlog werd de kerk beschadigd, zowel door oorlogshandelingen als door de wijze van gebruik.

## Heropening
Eind jaren 80 keerde de kerk terug naar de Russisch-orthodoxe Kerk. Vanaf 1990 werd de kerk gerestaureerd. Hervatting van de eredienst vond plaats in 1995. De restauratie van de kathedraal duur 10 jaar.